# 정태신
정태신(鄭泰信, 1892년 2월 7일~1923년 8월 12일)은 한국의 독립운동가이다.

## 생애
1914년 9월, 일본에서 조선인친목회(朝鮮人親睦會) 간사장으로 조선인 권익향상을 위해서 활동했며, 3.1 운동 이후에는 귀국해 조선노동공제회의 간부로 활동하며 기관지 《공제》(共濟)의 발행에도 참여했다.
1921년, 도쿄에서 조선인고학생동우회(朝鮮人苦學生同友會)에 가입하고 주간잡지 《대중시보》의 발간에 참여했다. 1922년 8월, 상하이에서 여운형 등이 주최하는 국치기념대회(國恥記念大會)에 참석하며 대회 직후의 교민대회에서 연설을 했다. 이후 10월에는 고려공산당 통합대회에 재동경조선인공산주의단체 대표자로 참가하였다.
1923년 1월, 경성에서의 북성회(北星會) 결성에 참여했다. 이후 부산에서 우연한 사고로 사망했다.

## 참고 자료
- 佐々木春隆「韓国独立運動の研究」 国書刊行会 2012年
- 小野容照「朝鮮独立運動と東アジア 1910-1925」 思文閣出版 2013年
- 「アジア人物史 10」 集英社 2023年